# Mètode de Zanstra
El mètode de Zanstra és un mètode per determinar la temperatura de les estrelles centrals de les nebuloses planetàries. Va ser desenvolupat per Herman Zanstra el 1927.
Se suposa que la nebulosa és òpticament gruixuda en el contínuum Lyman, el que significa que tots els fotons ionitzants de l'estrella central s'absorbeixen a l'interior de la nebulosa. Basant-se en aquesta hipòtesi, es pot utilitzar la relació d'intensitat d'una freqüència de referència estel·lar a una línia nebular com l'Hβ per determinar la temperatura efectiva de l'estrella central.

## Mètode de Zanstra per a una nebulosa d'hidrogen

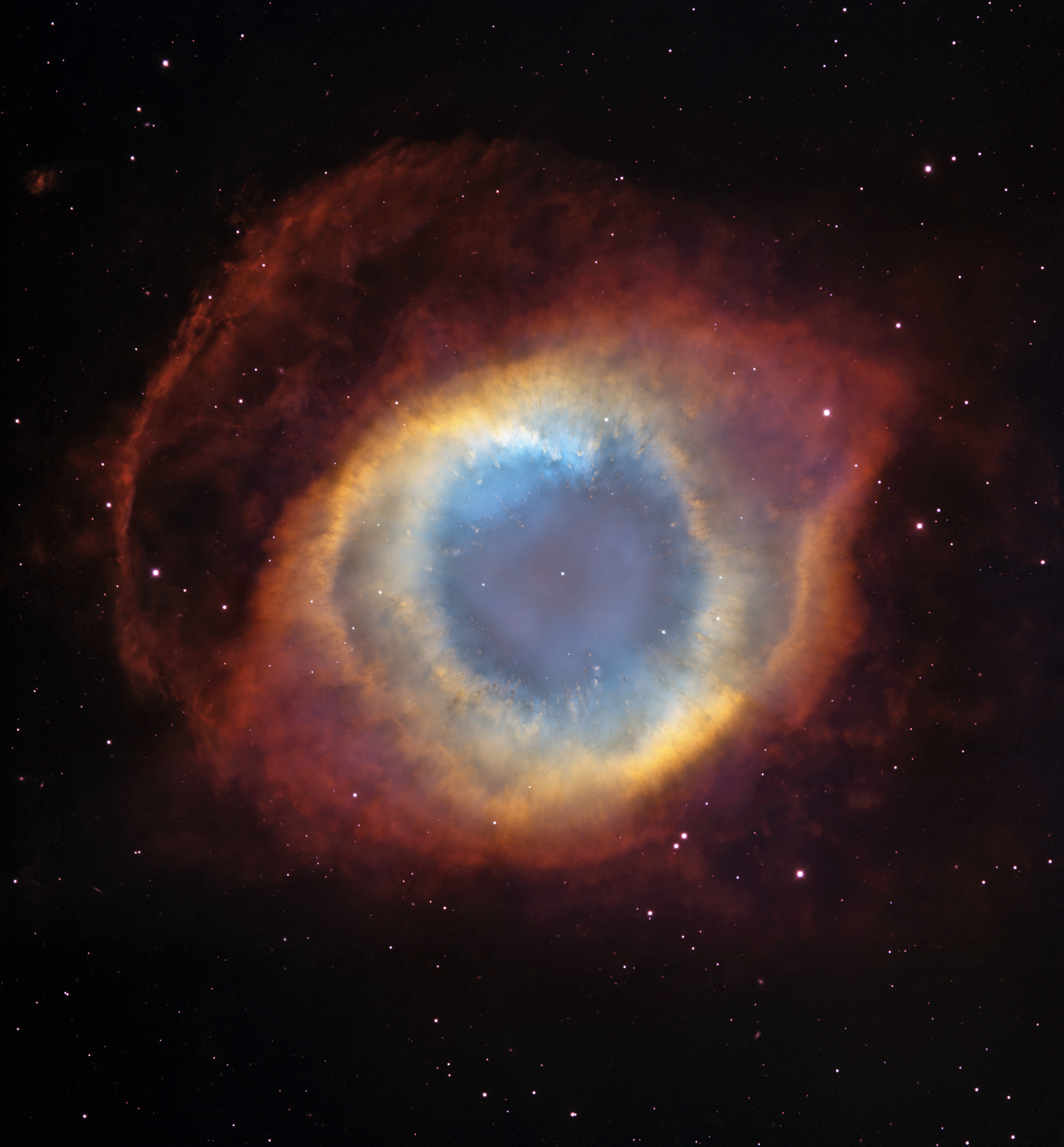
NGC 7293, la Nebula de l'Hèlix, una nebulosa planetària
Cedit: NASA, ESA, i C.R. O'Dell (Vanderbilt University)

Per a una nebulosa d'hidrogen pura, l'equilibri de ionització estableix que el nombre per unitat de temps de fotons ionitzants de l'estrella central ha de ser equilibrat per la taxa de recombinacions de protons i electrons amb hidrogen neutre dins de l'esfera de Strömgren de la nebulosa. Les ionitzacions només poden ser produïdes per fotons que tenen almenys la freqüència {\displaystyle \nu _{0}}, corresponent al potencial d'ionització de l'hidrogen que és 13.6eV:
{\displaystyle \int _{\nu _{0}}^{\infty }{\frac {L_{\nu }}{h\nu }}d\nu =\int _{0}^{r_{1}}n_{p}n_{e}\alpha _{B}dV}
Aquí, {\displaystyle r_{1}} és el radi de l'esfera de Strömgren i {\displaystyle n_{p},n_{e}} són les densitats numèriques de protons i electrons, respectivament. Es denota per la lluminositat de l'estrella central {\displaystyle L_{\nu }}, i {\displaystyle \alpha _{B}} és el coeficient de recombinació dels nivells excitats d'hidrogen.
Es pot estimar la relació entre la quantitat de fotons emesos per la nebulosa a la línia Hβ i el nombre de fotons ionitzants de l'estrella central.
{\displaystyle {\frac {L_{\nu _{H\beta }}}{\int _{\nu _{0}}^{\infty }{\frac {L_{\nu }}{h\nu }}d\nu }}\approx h\nu _{H\beta }{\frac {\alpha _{H\beta }^{\text{eff}}}{\alpha _{B}}}}
on {\displaystyle \alpha _{H\beta }^{\text{eff}}} és el coeficient efectiu de recombinació de Hβ.
Donada una freqüència de referència estel·lar {\displaystyle \nu _{s}}, la relació Zanstra es defineix per
{\displaystyle Z={\frac {L_{\nu _{s}}}{\int _{\nu _{0}}^{\infty }{\frac {L_{\nu }}{h\nu }}d\nu }}=h\nu _{H\beta }{\frac {\alpha _{H\beta }^{\text{eff}}}{\alpha _{B}}}{\frac {F_{\nu _{s}}}{F_{H\beta }}}}
amb {\displaystyle F_{\nu _{s}}} i {\displaystyle F_{H\beta }} sent els fluxos en la freqüència de referència estel·lar i en Hβ, respectivament. Mitjançant la segona fórmula, la relació Zanstra pot ser determinada per observacions.
D'altra banda, si s'apliquen models d'atmosferes estel·lars, es poden calcular els relacions teòriques de Zanstra en dependència de la temperatura efectiva de l'estrella central, que es pot fixar en comparació amb el valor observat de la relació Zanstra